# 프린스
프린스(영어: prince)는 왕자, 제후, 군주, 후작, 공작, 대공 등 다양한 뜻을 지니고 있는 칭호이다. 어원은 라틴어의 프린캡스(prīnceps)로 원래는 왕 및 황제보다 한단계 낮은 군주 및 귀족의 작위로 사용되었으며 대부분 왕 및 황제의 아들을 가리키는 칭호로 사용된다. 아시아에서는 왕작(王爵)이라고 불렸으며, 황제가 그 아들이나 형제 또는 공신에게 내리는 작위였다. 추존왕도 작위를 내리지는 않았으나, 형식상 왕작과 같다. 작위와 봉지를 받은 왕을 번왕(藩王)이라 부르며, 번왕에는 국왕(國王)·군왕(郡王) 등이 있고 봉지 없이 작위만 받은 왕을 친왕이라 부른다.

## 아시아의 왕작
역사적으로 중원의 왕조들은 자신들의 군주를 다른 지역의 군주나 지배자보다 우위에 있는 존재로 보았다. 본래 왕(王)이라는 용어 또한 천자(天子)의 개념으로 주나라 시대까지 중원왕조의 정통성을 갖지 않은 주변국의 군주는 사용할 수 없었으나 전국시대에 수많은 제후들이 왕을 참칭하면서 그 가치가 추락하게 되자, 진시황(秦始皇) 영정(嬴政)이 왕중왕의 의미를 갖는 황제(皇帝)의 개념을 새로이 정립하였다. 그 이후 한(漢)대를 거치며 중국내에서 왕은 황제에 뒤잇는 아랫계급의 이미지로 굳어져 황제가 자신의 직계 또는 방계혈족이나 고위공신, 지방의 실력자, 제후, 주변국의 군주 등을 지칭하거나 봉작할 때 주로 내리는 칭호가 되었다. 이것을 가리켜 왕작(王爵)이라 하는데 과거 주나라시대부터 존재하던 오등작(五等爵)의 상위격 작위인 동시에 이를 대체하는 성격도 지닌다.
본 작위를 가진 자에 대한 경칭으로는 '전하(殿下)', 호칭으로는 '왕야(王爺)' 등이 있다. 왕작은 다시 여러가지의 작위로 세분화되는데 상세한 내용은 후술하는 바와 같다.

### 평왕(平王)
중원왕조의 시각에서 그들의 군주인 황제가 세계의 중심(中心)에 해당하는 지배자라면 평왕은 사위(四圍)를 다스리는 지배자를 말한다. 왕작중에서도 상당한 권위를 지닌 작위에 해당한다. 내부적으로는 주로 황제의 형제나 아들 등에게 서작되었고, 외부적으로는 중원황제의 세력으로도 함부로 대할 수 없는 주변의 적대국을 회유하거나 그들의 환심을 사기 위해 사용하곤 했다.

### 친왕(親王)
제후왕을 뜻하는 가장 보편적인 작위. 황태자(皇太子)에 책봉되지 못한 황자(皇子)들이나 황제의 형제 등에게 서작되었다. 한(漢)대에는 세분화되지 않았던 왕작(王爵)이 위(魏)·진(晉)대를 거쳐 친왕(親王)은 군왕(郡王)보다 상위에 놓이는 작위로 정착되었다. 청나라에는 작위로서의 국왕이 폐지되자 친왕이 가장 높은 작위가 되었으며, 일본에는 여성에게 내리는 내친왕이라는 작위가 있다.
주로 연왕(燕王)·촉왕(蜀王)·오왕(吳王)·초왕(楚王)처럼 중원왕조내에 존재했던 옛 왕조중 특정지역을 대변하는 나라들의 이름을 딴 경우 또는 '왕' 앞의 글자가 한 자인 일자왕의 형식을 띄고 있다. 

#### 대한제국
대한제국에서 봉해진 친왕으로는 고종의 세 서자인 완친왕 · 의친왕 · 영친왕과  고종의 형 흥친왕이다.
친왕과 비슷한 것으로 대원왕이 있다. 조선 시대 적통인 임금의 자손이나 전임 임금의 대가 끊겨 방계(傍系)인 종친 중에서 왕위를 이어받을 때, 그 임금의 친아버지에게 주는 칭호 및 관직이 대원군인데, 대한제국이 들어서면서 황제의 친아버지에게 주는 칭호 및 관직이다.

#### 신라의 갈문왕
신라에서는 왕의 아버지, 장인 등에게 갈문왕으로 추봉하는 전례가 있었다.

### 번왕(藩王)
번왕은 번국(國), 곧 제후국의 왕을 가리킨다. 이 때 제후국은 베트남의 경우와 같이 국외국도 있으나, 청나라의 삼번처럼 국내국도 있다. 주로 유력지방의 절도사나 비황족 문무관에게 하사하였으며, '왕' 앞의 글자가 두 자인 이자왕의 형식을 띄고 있어 일자왕의 형식을 띄고 있는 친왕보다 지위가 낮다. 군왕도 번왕의 한 종류이다.  
일본사에서 구니의 통치자는 형식상 번왕에 해당한다.

#### 국왕(國王)
작위와 함께 봉토로서 방국(邦國)을 받은 왕을 지칭할 때 “무슨무슨 국왕”이라고 부르는데, 이때의 작위가 국왕(國王)이다. 예를 들어 위나라(魏國)를 봉토로 받아 위왕(魏王) 또는 위국왕(魏國王)이라 한다. 국왕은 대개 황후가 낳은 황제의 적자에게 주어지며, 자신의 봉토에 대한 어느 정도의 자치권 역시 인정받았다. 군왕과는 달리 ‘국’을 생략하는 때도 있다. 여자일 때는 공주(公主)의 작위를 받는다.
조선의 경우, 조선의 왕은 형식상 명나라 황제로부터 왕작을 받았다.

#### 군왕(郡王)
군왕(郡王)은 옛 중국에서 황족에게 주던 작위로서, 친왕의 다음가는 작위였다. 대개 황태자의 아들들, 즉 황태손을 제외한 아들들에게 작위가 주어지며, 국왕이나 친왕의 세자 역시 군왕과 동급이다. 여자일 경우에는 군주(郡主)의 작위를 받는다. 
군왕은 보통 국가를 다스리는 국왕보다도 한등급 아래로 취급된다. 한국 역사에서 유명한 사람 또는 일족으로는 보장왕과 그 후손이 있는데, 고려조선군왕(高麗朝鮮郡王)이며, 이때의 “고려”는 고구려를, “조선”은 고조선을 뜻한다.

### 일본의 왕
일본에서 왕은 황족의 칭호 및 신위(身位)의 하나로, 현행 황실전범(皇室典範)에서는 일본 천황으로부터 직계로 3대(증손에 해당) 이상 떨어진 황족 남자에 대한 칭호로 규정하고 있다. 또한 왕의 비는 왕비(王妃)라고 칭한다.
구(舊) 황실전범이 시행되던 시대에는 이 칭호를 가진 사람이 많이 있었으나(가령 히가시쿠니노미야 나루히코 왕(東久邇宮稔彦王) 등), 그들은 1947년에 새로운 황실전범이 시행됨에 따라 황적에서 이탈되었으며, 1947년 이래 이 칭호를 가진 사람은 출생하지 않아, 현재 이 칭호를 가진 사람은 없다(같은 격의 여성 황족인 여왕(女王)은 5명).

## 유럽의 프린스
프린캡스(라틴어: prīnceps)는 “제1시민”이라는 의미로 아우구스투스가 로마 제국의 황제로서 칭한 여러 칭호 중 하나이다. 함께 사용한 임페라토르, 카이사르 등의 칭호는 유럽 각국의 언어에서 황제를 의미하는 단어의 어원이 되었으나 프린캡스는 왕·황제보다 한단계 낮은 작위의 군주 및 귀족의 칭호의 어원이 되었다. 이렇게 귀족의 칭호로 사용할 때는 일반적으로 대공(大公)이라 번역하며, 공작보다 상위의 칭호로 분류된다.
이후 중세 유럽의 작위 체계에서 왕·황제의 아들에게 내리는 작위로 프린스가 많이 사용되면서 프린스가 왕자를 의미하는 단어가 되었다. 영국 왕세자의 작위 중 하나인 웨일스 공(Prince of Wales)가 대표적인 예로, 원래 의미는 웨일스 지역의 군주인 웨일스 공(또는 대공)을 의미하는 작위였는데, 영국 왕세자의 대표적인 작위로 오랜 기간 사용되면서 프린스가 곧 왕자를 의미하는 단어가 된 것이다. 공주를 의미하는 프린세스(princess)는 왕자에 대응해서 생겨난 여성형 칭호이며, 이 때문에 대공을 가리킬 때는 여성이라 해도 프린세스라 칭하지 않는다.

## 같이 보기
- 종주국
- 종속국
- 번 (정치)